# Crap Masegn
Crap Masegn är en bergstopp i Schweiz.   Den ligger i regionen Surselva och kantonen Graubünden, i den östra delen av landet, 130 km öster om huvudstaden Bern. Toppen på Crap Masegn är 2 516 meter över havet, eller 135 meter över den omgivande terrängen. Bredden vid basen är 1,9 km.
Terrängen runt Crap Masegn är bergig åt sydväst, men åt nordost är den kuperad. Närmaste större samhälle är Bonaduz, 17,8 km öster om Crap Masegn. 
Trakten runt Crap Masegn består i huvudsak av gräsmarker. Runt Crap Masegn är det ganska glesbefolkat, med 47 invånare per kvadratkilometer.